# Mont Tláloc
Le mont Tláloc, en espagnol Monte Tláloc, en nahuatl Tlalocatépetl qui signifie « mont du Tlalocan », est une montagne du Mexique. Ce volcan bouclier endormi associé au Chichinautzin de la cordillère Néovolcanique culmine à 3 690 mètres d'altitude.
Son nom est associé à Tlaloc, dieu aztèque de l'eau et de la pluie.

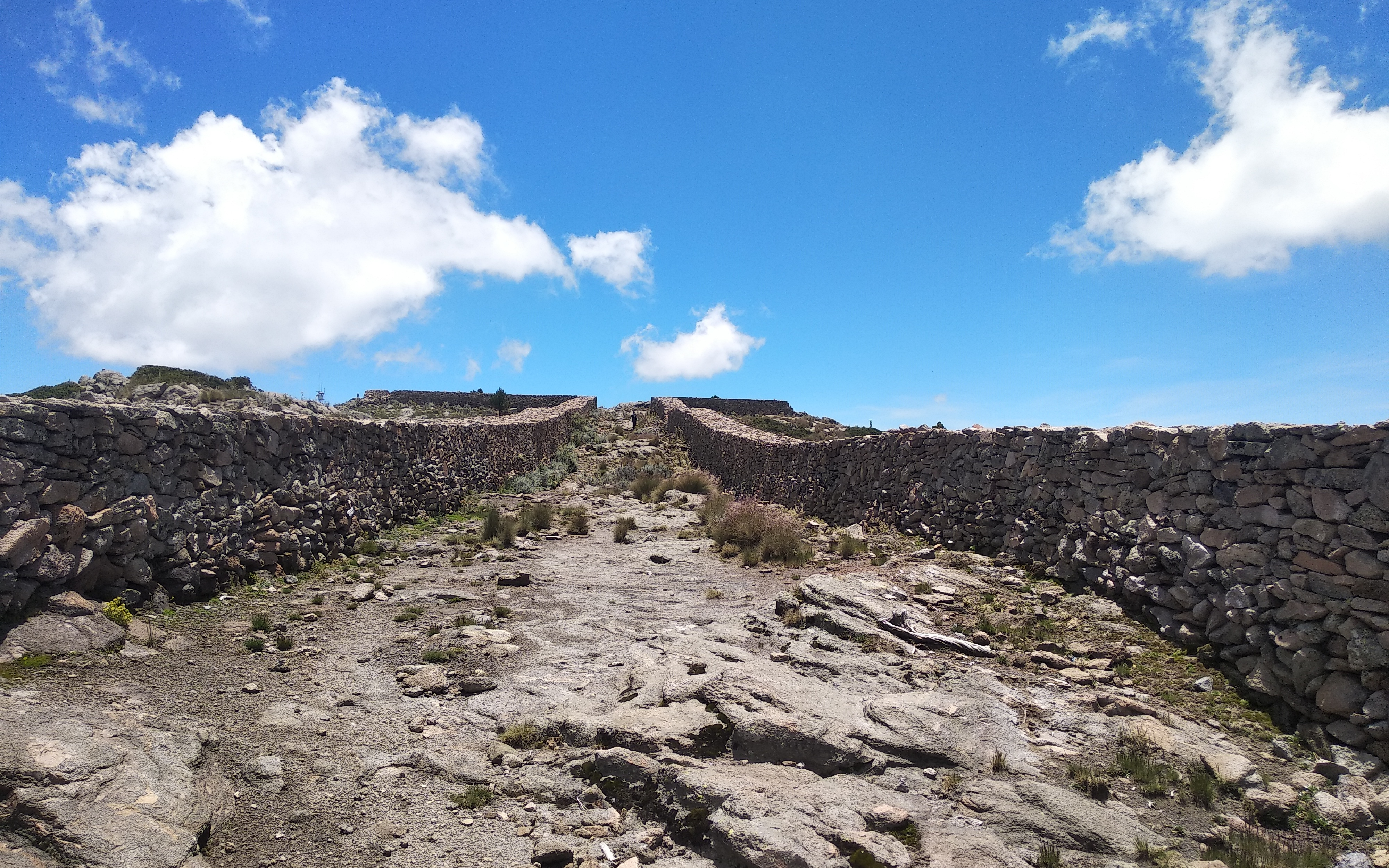
Vestiges d'aqueducs aztèques sur la montagne.